# Юстин (Полянський)
Єпископ Іустин (в миру Михайло Євграфович Полянський; близько 1832, Богатирьово, Воронезька губернія — 26 вересня 1903, Херсонська єпархія) — історик, богослов та релігійний педагог у Російській імперії. Випускник Київської духовної академії (синодальної); викладач Харківської духовної семінарії.  Духовний поет. Автор догматичних, історичних, повчальних і гомілетічних творів (праці видані у 12 томах). 
Єпископ Відомства православного сповідання Російської імперії; з 14 жовтня 1896 Уфимський і Мензеліньський ВПСРІ. Канонізований РПЦ як святитель.  Пам'ять в Соборах Воронежських і Кримських святих Московської патріархії. 

## Біографія
Михайло Євграфович Полянський народився в сім'ї диякона церкви села Богатирьова. 
У 1853 році закінчив Воронезьку духовну семінарію. По закінченні семінарії, як кращий вихованець, був призначений в Київську духовну академію, але, за бажанням батьків, вирішив стати парафіяльним священиком. У тому ж році одружився з сиротою, донькою священика. 25 вересня 1854 року був висвячений у сан диякона, а 26 вересня — в сан священика до села Касторне Землянського повіту.
В період його служіння в селі Касторнім був зведений трьохпрестольний храм з трапезною і дзвіницею.
У 1864 році овдовів і в тому ж році був пострижений у чернецтво своїм наставником, воронезьким архієпископом Йосипом, який дав йому чернече ім'я на честь Іустина Філософа, а не Митрофана Воронезького, як хотів Михайло Полянський. Таким чином, владика Йосиф вважав свого учня майбутнім християнським мислителем, а не готував йому монастирське життя.
У 1864- 1865 - народний духівник і проповідник в монастирі, викладач Воронезького духовного училища. 
У 1865 році вступив в Київську духовну академію, яку закінчив в 1869 році.
У 1869—1870 — викладач Харківської духовної семінарії.
У 1870—1875 — інспектор Литовської духовної семінарії.
У 1870 році удостоєний ступеня магістра богослов'я за свою дисертацію «Моральне вчення св. отця нашого Ісака Сиріна» і призначений інспектором Литовської духовної семінарії.
15 квітня 1872 року возведений у сан архімандрита.
З 26 грудня 1875 по 22 грудня 1884 року — ректор Костромської духовної семінарії, одночасно був викладачем догматичного богослов'я.
З 27 січня 1885 року — єпископ Михайлівський, вікарій Рязанської єпархії.
З 10 серпня 1885 року — єпископ Новомиргородський, вікарій Херсонської єпархії.
З 16 грудня 1889 року — єпископ Тобольський і Сибірський.
Під час служіння в Тобольської єпархії займався місіонерською діяльністю, зробив значний внесок у роботу Обдорській та інших північних єпархіальних місій.
17 липня 1893 року був звільнений на спокій, призначений керуючим Раненбургської Петропавлівської пустині Рязанської єпархії.
З 10 грудня 1894 року — єпископ Рязанський і Зарайський.
З 14 жовтня 1896 року - єпископ Уфимський і Мензелінський . 
14 липня 1900 року звільнений на спокій, був знову призначений керуючим Раненбургською пустинню. 
У липні 1903 року переміщений в Бізюків монастир Херсонської єпархії, де жив у глибокому затворі. Там і померю 

Митрополит Мануїл (Лемешевський) так характеризував владику Іустина:
Благодійник і вчений, плідний духовний письменник - залишив велику літературну спадщину. Мав добрий дар слова. Ще будучи педагогом Костромської духовної семінарії, де викладав догматику, своїми натхненними лекціями будив серця слухачів, просвічуючи не тільки розум, але і серце. Яскравий проповідник і благоговійний єпископ - аскет і подвижник. Був дуже скромним і багато своїх творів друкував під ініціалами «А. І.» або «Є. І.» (архімандрит або єпископ).

## пам'ять
У 1988 році був прославлений як місцевошанованих святий у лику святителів в Соборі Кримських святих. 
10 лютого 2006 році на історичній будівлі Воронезької духовної семінарії було відкрито меморіальну дошку, присвячену найбільш відомим її вихованцям.  На ній увічнено ім'я владики Юстина. 

## Праці
- Православно-христианское вероучение или Догматическое богословие. Херсон, 1886—1887, части I—II. 2-е издание — СПБ, 1902.
- Нравственное учение святого отца нашего Исаака Сирина. СПБ, 1874. 2-е издание — 1902.
- Полное собрание сочинений. 12 томов. Т. 1-10; М., 1895, Т. 10-12, Рязань, 1896—1897.
- О молитве или призывании Бога — учение святого Тихона Задонского. М., 1895.
- Палестинские вечера в Рязани. Рязань, 1896.
- Жизнь во Христе. М., 1899.
- Поучения в честь и славу Пресвятой Богородицы. М., 1900.
- Что такое жизнь и как должно жить. СПБ, 1901.
- Ручная книжка православного христианина, содержащая в себе Божественные слова и речи Господа нашего Иисуса Христа. 2-е издание. СПБ, 1902.
- Преподобный и богоносный отец наш Нил, подвижник Сорский и устав его о скитской жизни. М. 1902.
- Нерукотворный образ Всемилостивого Спаса. М., 1904.
- Краткие поучения о посте и молитве. М., 1906.
- Келейное правило. 1910.
- На высоте истинной и чистой христианской нравственности. М., 1911.